# Страхов, Пётр Илларионович
Пётр Илларионович Страхов (1792—1856) — ординарный профессор технологии и ветеринарной медицины и почётный член Московского университета, доктор медицины.

## Биография
Родился в 1792 году. Его отец — коллежский секретарь Ларион Иванович Страхов, брат профессора физики Петра Ивановича Страхова, служил столоначальником в Вотчинном департаменте и незадолго до своей смерти, он, по рассказу самого Страхова, отправил его в университет. 
При содействии дяди с 14 февраля 1801 был зачислен «на штатное содержание» в университетскую гимназию. Болезненный от природы, он, тем не менее, окреп там физически и сроднился с суровой дисциплиной: наравне с другими сверстниками он был «в послушании» у студентов, которым «служил, как служат солдаты офицерам». Он не испытывал большого интереса к учёбе, однако среди учителей в старших классах гимназии нашлось несколько хороших преподавателей, с любовью занимавшихся своим делом, и они привили ему интерес к научным занятиям.
В 1806 году вместе с остальными учениками гимназии он обязался подпиской «навсегда посвятить себя ученому званию». С 3 июля 1810 года Страхов был «награждён шпагой и в тот же день поставлен камерным студентом-надзирателем за штатными воспитанниками старшего возраста», а в августе перешёл в университет, избрав отделение физических и математических наук, для занятий на котором он был подготовлен техническими работами на некоторых московских фабриках. Во время Отечественной войны 1812 года он отправился с дядей Петром Ивановичем в Нижний Новгород, откуда возвратился весною 1813 года. В московском пожаре сгорели его первые работы по математике: переводы с французского «Геометрии» Лежандра и с немецкого «Инфинитезимального исчисления».
Полагая, что война с французами будет упорной и продолжительной, и нуждаясь во врачах, русское правительство поспешило открыть в Москве прежде всего медицинский факультет и пригласило к поступлению в него студентов из всех остальных отделений. Этому приглашению, окончив курс предварительных и физико-математических наук, по совету профессора Н. Н. Сандунова (по другим сведениям, его приказу), последовал и Страхов с шестью казёнными студентами и с 1 сентября 1813 года перешел на медицинский факультет, где стал ревностно заниматься врачебными науками под руководством таких выдающихся для своего времени профессоров, как Β. Μ. Рихтер, Ф. А. Гильтебрандт, М. Я. Мудров, В. М. Котельницкий и X. Г. Бунге. В 1817 году он вместе с другими студентами был командирован в Московский военный госпиталь для занятий там ординаторской практикой и подготовки к докторскому экзамену и в следующем году был награждён золотой медалью за студенческую научную работу.
Для ревизии выстроенного взамен сгоревшего в 1812 году нового университетского здания в Москву приехал министр духовных дел и народного просвещения, который нашёл постановку медицинского факультета неудовлетворительной и, возвратившись в Петербург, испросил повеление на расширение анатомического и клинических институтов. Составление проектов, смет и новых штатов министр поручил попечителю университета, князю Α. Π. Оболенскому; тот передал часть этой работы декану медицинского факультета профессору М. Я. Мудрову, а последний в свою очередь пригласил себе на помощь профессора В. И. Ромодановского, эконома университета Грешищева и смотрителя больниц Полубояринова. Однако все трое решительно отказались от этой работы ввиду её трудности. Тогда Мудров обратился за помощью к студентам-медикам и в их числе — к Страхову, которому досталась самая трудная часть: «примерные штаты клинических и медицинского институтов с сметами расходов на ежегодное их содержание». В конце 1818 года все выработанные проекты были представлены Мудровым попечителю, которому из всех бумаг понравились только составленные Страховым.
Выдержав экзамены сразу на степень доктора, Пётр Илларионович Страхов защитил диссертацию «De dysenteria» (M., 1821) и 10 октября 1821 года был удостоен степени доктора медицины. Составленные им для университета проекты были приведены в исполнение, институты открыты, и по ходатайству «князя-попечителя» Страхов получил три должности: лектора химии, помощника директора клинического института и помощника директора медицинского института (последнюю должность — без жалованья). 3 февраля 1826 года он был утверждён адъюнктом и вскоре после этого получил кафедру сравнительной анатомии и физиологии домашних животных. Почти в то же время (30 июля) он был освобождён от должности помощника директора медицинского института, а через 5,5 лет оставил по собственному желанию и должность помощника директора клинического института.
С ноября 1833 года — ординарный профессор технологии и коммерческих наук. Коллежский советник с 20 апреля 1834. Страхов получил кафедру технологии, но через два года, когда в университете был введён новый устав, и кафедра технологии была реорганизована в кафедру сельского хозяйства, со 2-й половины 1836 года он стал читать на медицинском факультете судебную медицину и скотолечение, а 28 января 1837 года перешёл на кафедру ветеринарной медицины, которой заведовал до 18 августа 1846 года, когда по новым дополнительным штатам медицинского факультета кафедра ветеринарии была упразднена. В течение своей университетской службы Страхов занимал ряд должностей по выборам: декана и секретаря медицинского факультете, члена училищного комитета и учёного секретаря совета университета, временно исполнял должность директора клинического и медицинского институтов и больницы университета; во время холерной эпидемии он участвовал в дежурствах для оказания помощи заболевшим этой болезнью служащим в университете, причём и сам пострадал от неё.
Вне университета он служил цензором в Московском цензурном комитете, преподавал технологию в Московском коммерческом училище и впоследствии был директором этого училища (в 1839—1845 годах). В чинах он достиг только статского советника.

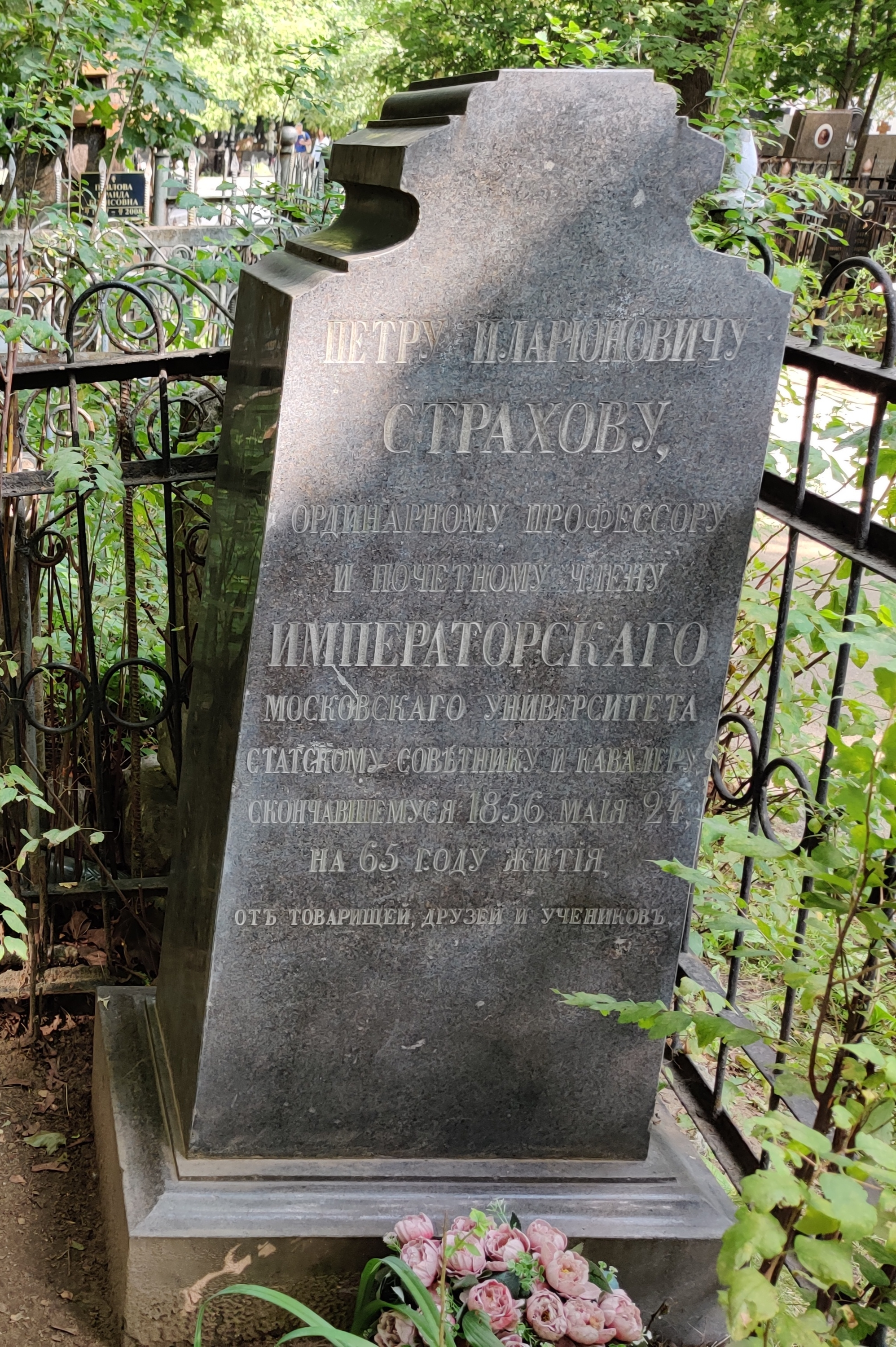
Надгробие на могиле Петра Илларионовича Страхова

Умер 24 мая (5 июня) 1856 года в Москве. Похоронен на Ваганьковском кладбище (26 уч.).

## Научные труды
Помимо упомянутой диссертации, Страхов напечатал ещё несколько переводов и ряд оригинальных статей и брошюр по различным вопросам из тех научных областей, которыми ему приходилось заниматься за время своей разнообразной профессорской деятельности. Таковы: «О крике младенца в утробе матери», Рихтера с лат. («Медико-физический журнал», III; его студенческий перевод); «О средствах к познанию врачебной науки» Гильдебрандта, с лат. (Москва, 1826 г., 4°, 29 стр.); «Наставление простому народу, как предохранять себя от холеры и лечить занемогших ею в местах, где нет ни лекарей, ни аптек» (3 изд., СПб. , 1831, 1832 и 1848 гг.); «Краткое наставление к выгоднейшему курению вина из картофеля» (Москва, 1831 г.); «Первейший способ узнавать по зубам лета лошади» (Москва, 1834 г.); «Услуги, кои животная медицина оказывает медицине человеческой» («Учёные записки Московского университета», III); «De artificioruin fatis apud veteres Graecos et Romanos, oratio solennis» («Речи и отчёты Московского университета», 1835 г.).
Затем ему принадлежат: «Воспоминания об обхождении французов с союзниками в военное время и французских военных врачей с трудными военнопленными больными и даже французскими» («Московский врачебный журнал», III), несколько жизнеописаний, именно М. Я. Мудрова, П. И. Страхова (дяди) и других лиц, помещённых в «Биографическом словаре профессоров и преподавателей Императорского Московского университета» и, наконец, — автобиография (там же). Также ему принадлежит работа «О русских простонародных банях», опубликованная в 1856 году в «Московском врачебном журнале» (I, 9).
По отзыву С. П. Шевырёва, Страхов был очень добросовестным преподавателем.

## Семья
Был женат трижды. 
- Первая жена, с 27 августа 1822 — Варвара Харитоновна Чеботарева, воспитанница профессора Московского университета, статского советника М. Я. Мудрова[9].

Их дети:
- - Нил Петрович Страхов (7.09.1824—7.06.1875), доктор медицины.
  - Дмитрий (16.12.1826—?)
  - Сергей Петрович Страхов (4.08.1828—24.05.1880), младший врач 2-й Московской военной гимназии (23.07.1878), коллежский советник, кавалер орд. Св. Владимира 4-й ст. (30.08.1878[10]). Жена — Прасковья Павловна Григорьева, дочь коллежского асессора. Их дети: Пётр, Николай, Мария.
  - Николай Петрович Страхов (26.11.1829—?), лекарь и комиссар Преображенского богадельного дома (1876), врач для бедных Лефортовской части Москвы (1876), коллежский советник. Жена — София Алексеевна. Их дети: Петр, Клавдия, Надежда.

- Вторая жена — Елизавета Александровна.

Их дети: 
- - Александр Петрович (12.12.1838—?).

- Третья жена — Анна Васильевна (1819—19.05.1859)

Их дети:
- - Валериан Петрович Страхов (25.08/1.09.1846—14.10.1899), участник Русско-турецкой войны 1877—1878, полковник (30.08.1884), командир 5-й батареи 3-й гвардейской и гренадерской артиллерийской бригады (28.07.1884—7.05.1893), командир 2-й батареи лейб-гвардии 1-й артиллерийской бригады (7.05.1893—13.10.1898), генерал-майор (13.10.1898).
  - Аделфий (26.07.1847—?)
  - Владимир (22.11.1848—?)
  - София (1.11.1849—5.02.1902).
  - Юлия (11.12.1850—?).
  - Виктор Петрович Страхов (11.12.1850—?), коллежский асессор. Жена — Ангелина-Вильгельмина-Анна Максимилиановна Гродингер. Их дети: Анна, Максимилиан, Алексей, Ангелина, Владимир.